# Pelo Telefone
Extrait musical
Pelo Telefone
Disponible dans la collection musicale et la phonothèque de la Bibliothèque nationale du Brésil.
Pelo Telefone (initialement Pelo telephone ; en français : « Au téléphone ») est une chanson enregistrée en 1916 et sortie en 1917. Considérée comme la première samba enregistrée au Brésil selon la plupart des auteurs, ce statut est néanmoins remis en question.
Création collective à la paternité controversée, la composition a obtenu la signature d'Ernesto dos Santos, mieux connu sous le nom de de Donga et du journaliste Mauro de Almeida. Enregistrée le 27 novembre 1916 comme étant l'oeuvre exclusive de Donga — qui plus tard inclura Mauro comme associé — la chanson est conçue dans un célèbre terreiro de candomblé de l'époque, la maison de Tia Ciata, fréquentée par de grands musiciens de l'époque. Parce que ce fut un grand succès et parce qu'il est né dans un cercle de samba d'improvisations et de créations communes, plusieurs musiciens ont revendiqué la paternité de la composition.

## Composition
La chanson a été composée en 1916 dans un célèbre terreiro de candomblé de l'époque, la maison de Tia Ciata, sur la Praça Onze (pt) de Rio de Janeiro, fréquentée par de grands musiciens de l'époque,,.
La mélodie s'intitulait à l'origine Roceiro et était une création collective, avec la participation de João da Baiana, Pixinguinha, Caninha, Hilário Jovino Ferreira et Sinhô, entre autres. Concernant la paternité de la chanson, Donga l'avait déjà enregistrée, justifiant l'action par la maxime attribuée à Sinhô : « la musique est comme un oiseau, c'est à celui qui l'attrape le premier ».
Les paroles originales de la chanson, qui étaient :
« O chefe da folia / Pelo telefone / Mandou me avisar / Que com alegria / Não se questione / Para se brincar »
« Le chef des festivités / Par téléphone / Me fait savoir / Qu'avec joie / On ne se remette pas en question / Pour jouer »
ont été modifiées pour la version la plus connue aujourd'hui :
« O Chefe da Polícia / Pelo telefone / Manda me avisar / Que na Carioca / Tem uma roleta / Para se jogar »
« Le chef de la police / Par téléphone / Me fait savoir / Que dans la Carioca / Il y a une roulette / Pour jouer »

Le quartier Largo da Carioca (Archives nationales du Brésil).

Selon la déclaration de Donga au Musée de l'image et du son (MIS), « Le chef de la police […] était une parodie réalisée par les journalistes d'A Noite ». En 1913, des journalistes avaient placé une roulette à Largo da Carioca (pt), une place de Rio de Janeiro, pour démontrer la tolérance de la police à l'égard des jeux de hasard. En avril 1913, le chef de la police de Rio de Janeiro avait déclaré que le jeu resterait gratuit « jusqu'à ce que le gouvernement en décide autrement ». Henrique Foréis Domingues, dit Almirante, dans un article du journal O Dia, du 13 février 1972, confirme également cette version : « quelqu'un dans la rédaction de A Noite, inspiré par les épisodes en question, a créé la fameuse parodie ».

## Paternité

Ernesto de Santos, dit Donga (Archives nationales du Brésil).

Il existe des controverses concernant la paternité et la date de composition. Le titre ayant eu un grand succès et ayant été créé dans un cercle de samba d'improvisations et de créations communes, plusieurs musiciens ont revendiqué la paternité de la composition.
Selon la Bibliothèque nationale du Brésil, Ernesto dos Santos (Donga) fait une demande d'enregistrement de Pelo telephone à l'institution le 6 novembre 1916. Pixinguinha compose la partition manuscrite pour piano, qui rend hommage à deux carnavaliers, Mauro de Almeida et Norberto Amaral Morcego. Le 16 novembre, Donga certifie que le titre est joué pour la première fois le 25 octobre au Cine-Teatro Velho de Rio de Janeiro. Il est finalement enregistré à la Bibliothèque nationale le 27 novembre.
Selon d'autres, la chanson aurait été composée dans la cour de la maison de Tia Ciata, sur la Praça Onze (pt). La mélodie s'intitulait à l'origine Roceiro et était une création collective, avec la participation de João da Baiana, Pixinguinha, Caninha, Hilário Jovino Ferreira et Sinhô, entre autres. Le Jornal do Brasil, le 4 février 1917, publiait une note de Grêmio Fala Gente affirmant que « le vrai tango Pelo Telefone », de João da Mata, Germano, Tia Ciata et Hilário, serait chanté sur l'Avenida Rio Branco, dédiée « au bon et mémorable ami Mauro ». Almirante a accusé Donga de s'être approprié une création collective. Donga a répondu que les chansons étaient différentes, mais il a reconnu qu'il n'était pas l'auteur des paroles de Pelo Telephone, qui sont du journaliste Mauro de Almeida. Il a reproché à la maison d'édition d'avoir omis le nom du partenaire. « L'omission du nom de Mauro dans l'enregistrement de Casa Edison ne peut pas m'être attribuée », a-t-il déclaré.

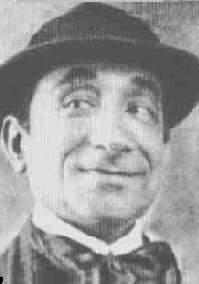
Baiano, le premier interprète de (Universidade Federal de Campina Grande).

Baiano donne sa voix à la chanson, qui sort le 20 janvier 1917, gagnant ainsi « une place définitive dans l'histoire de la musique populaire brésilienne et de la samba en particulier »,,.

## Postérité
La samba Pelo telephone connaît un grand succès lors du Carnaval de Rio de 1917, donnant lieu à d'innombrables reprises. La chanson est incluse dans le 17e volume de la collection Carnaval – sua história, sua glória,.
Pelo telephone est généralement considérée comme la première chanson de samba de l'histoire, ou du moins la première enregistrée, sur la base des archives existantes à la Bibliothèque nationale du Brésil,. La Bibliothèque nationale du Brésil rend hommage aux cent ans du genre musical en 2016, en se basant sur la date de l'enregistrement de cette chanson, le 27 novembre 1916,,. Google y va de son doodle le 27 novembre 2016 pour la même occasion.
Ce statut de première samba, généralement admis, est néanmoins remis en question. Tout d'abord, il existerait des enregistrements antérieurs de samba tels que Samba - Em Casa da Bahiana (1912) et Urubu Malandro (1914). Elle ne résulte pas d'une démarche de fixer un nouveau genre musical et les différences d'avec les genres de la 
de la fixation d’un nouveau genre musical, puisque les différences d’avec la matchiche et le lundu ne sont pas évidentes.